# 鳳山縣文廟
鳳山縣文廟是清朝時官府在臺灣鳳山縣舊城城外蓮池潭畔興建的文廟（孔廟），現僅存崇聖祠的部分。雖然鳳山縣治在後來遷到新城，但可能由於風水因素，鳳山縣文廟仍然保留在蓮池潭畔並未另建。

## 沿革

### 創立
鳳山縣舊城的孔廟位於鳳山縣舊城北門外，據廩生盧德嘉彙纂的《鳳山縣采訪冊》記載當時孔廟規制未備，舊時建築朝東南南，創建略嫌草率。而關於建廟年代，根據高拱乾《臺灣府志》（1696年）、李丕煜《鳳山縣志》（1719年）等書記載，為康熙二十三年（1684年）由鳳山首任知縣楊芳聲創建。然而此一說法與其他文獻有所衝突，例如蔣毓英《臺灣府志》（1685年）便記載楊芳聲是在康熙二十四年（16685年）於府城附近的土墼埕將現有房屋修改成文廟（孔廟），而臺灣道周昌〈詳請開科考試文〉（1686年）也提到當時臺、諸、鳳三縣都只是用簡單房屋供奉牌位權充文廟，未正式創建，故學者謝貴文認為文廟應不可能在康熙二十三年（1684年）時就已建於興隆莊。謝貴文又根據《鳳山縣志》他處提到可能是在康熙二十五年（1686年）興建以及高拱乾《臺灣府志》提到鳳山學田是康熙二十六年（1687年）購置等記載，認為楊芳聲在興隆莊建孔廟應是康熙二十五年（1686年）的事。
鳳山縣孔廟的選址之所以位在蓮池潭畔，顯然與風水有關。《鳳山縣志》便提到蓮池潭即是孔廟的天然泮池，且「鳳山對峙，案如列榜。打鼓半屏插於左右，龜山蛇山旋繞擁護，真人文勝地，形家以為甲於四學」。也可能由於風水考量，日後築城時孔廟仍留在北門外原址，即使縣治搬到新城孔廟也沒有跟著遷徙。

### 修建
康熙四十三年（1704年），颱風侵襲、虫蛀，幾乎傾圯。該年，鳳山知縣宋永清修建文廟，除增設祭祀孔子先世五代的啟聖祠，完備孔廟格局，還在孔廟旁興建義學。而除了完備建物，他也為孔廟及義學購置了「文廟田﹞與「義學田」，作為營運經費來源。不過此時宋永清並未興建明倫堂等教育設施，謝貴文認為這是因為當時縣儒學生員少，且學官多留在府城公館辦公之故，故無迫切興建之必要，而是改設義學廣收有心向學的子弟。該義學後來在雍正四年（1726年）遷到縣城內東邊，後來演變成屏山書院。
康熙五十八年（1719年）鳳山知縣李丕煜大規模重修，有大成殿、啟聖祠、東西兩廡和櫺星門，《鳳山縣志》形容「規制悉周、壯麗巨觀」。雍正二年（1724年），啟聖祠重新訂名為「崇聖祠」。乾隆二年（1737年），施世榜再次重修，但《重修鳳山縣志》稱「大抵瓦屋數椽，規制未備」。不久乾隆十年（1745年），知縣呂鍾琇進行大規模修建，次年（1746年）完工。呂鍾琇的修建，主要內容是興建明倫堂、名宦祠、鄉賢祠，在原有空間設朱子祠。乾隆十七年（1752年），知縣吳士元再度重修，工程涵蓋大成殿、大成門、崇聖祠等。之所以僅過幾年又再次重修，可能與乾隆帝下令大成殿、大成門用黃瓦，崇聖祠用綠瓦以示敬意的旨意有關。這次重修之後，《重修鳳山縣志》描述孔廟格局為「中為大成殿、東西廡，前為大成門，又前為櫺星門，兩旁為義路、禮門坊。殿後為崇聖祠」「（明倫）堂前左為福德祠，右為齋宿所。餘儀門、頭門各如制」。
乾隆五十一年（1786年）林爽文事件，南路會首莊大田佔領縣城，廟身遭到破壞。同治四年（1865年），訓導銜陳天奎重建崇聖祠。然而當要準備整修大成殿時，陳天奎去世，後續的修建之事因而停擺。直到後來訓導葉滋東募款下，於光緒元年到三年（1875年-1877年）期間再次進行重修。除了陳天奎已修建的崇聖祠未動之外，修建範圍包括明倫堂、朱子祠等等設施，並在崇聖祠右邊新建奎樓。光緒時期，孔廟與附屬建築最多達九十二棟。

### 傾圮
進入日治時期後，舊城公學校（今舊城國小）於明治卅三年（1900年）建校，廟地被改為公學校用地。根據伊能嘉矩的訪查，當時大成殿尚在，並仍掛有御匾，公學校主要是使用後殿上課。大正三年（1914年）因為要新建校舍，拆除東西兩廡與大成門。大正六年（1917年）以蟻害受損嚴重為由，大成殿、禮門、義路等建物遭到拆除，神位移到臺南文昌閣。大成殿所在之地後來變成舊城國小操場。
高雄大空襲期間，鳳山舊城孔廟摧毀殆盡，僅存一棟建築。